# Dejana Milosavljević
Dejana Milosavljević (* 23. November 1994 in Požega) ist eine kroatische Handballspielerin, die dem Kader der kroatischen Nationalmannschaft angehört.

## Karriere

### Im Verein
Milosavljević wurde in Požega geboren und zog im Alter von drei Jahren nach Rijeka. Dort begann die Rückraumspielerin das Handballspielen bei RK Orijent Rijeka, mit deren Damenmannschaft sie später in der höchsten kroatischen Spielklasse antrat. Später wechselte sie zum kroatischen Erstligisten ŽRK Sesvete Agroproteinka. Im Jahr 2015 kehrte sie nach Rijeka zurück und lief für den Erstligisten ŽRK Zamet auf. Im Jahr 2017 wechselte sie zum Ligakonkurrenten ŽRK Koka Varaždin. Ab dem Sommer 2018 stand sie beim kroatischen Spitzenverein ŽRK Podravka Koprivnica unter Vertrag. Mit Podravka Koprivnica gewann sie 2019 und 2021 die kroatische Meisterschaft sowie 2019 und 2022 den kroatischen Pokal. In der Saison 2022/23 lief sie für den ungarischen Erstligisten Siófok KC auf. Anschließend schloss sie sich dem rumänischen Erstligisten SCM Craiova an. Im Sommer 2024 wechselte sie zum rumänischen Erstligisten HC Dunărea Brăila.

### In der Nationalmannschaft
Milosavljević lief für die kroatische Jugend- sowie für die kroatische Juniorinnennationalmannschaft auf. Mit diesen Auswahlmannschaften nahm sie an der U-17-Europameisterschaft 2011 und an der U-19-Europameisterschaft 2013 teil. Mittlerweile  läuft sie für die kroatische A-Nationalmannschaft auf. Milosavljević nahm mit Kroatien an der Europameisterschaft 2018 teil, bei der die Mannschaft nach der Vorrunde ausschied. Im Turnierverlauf erzielte sie insgesamt einen Treffer. Zwei Jahre später gewann sie bei der Europameisterschaft die Bronzemedaille. Milosavljević wurde erst in der Hauptrunde nachnominiert. In den letzten drei kroatischen Partien bei der EM 2020 erzielte sie insgesamt vier Treffer. Bei der Weltmeisterschaft 2023, bei der Kroatien den 14. Platz belegte, warf sie 25 Tore.